# Canale di Santo Spirito
Il canale di Santo Spirito situato nella laguna di Venezia va a collegare il Porto di Malamocco al Canal Orfano e quindi al Canale di San Nicolò.
Venne realizzato nel 1726 inizialmente con una profondità di 4 metri e una larghezza di 14 metri, poi allargato a 4,5 metri e 18 metri. In epoca napoleonica ulteriormente scavato fino a raggiungere una profondità di 7,5 metri.